# Ingerana
Ingerana là một chi động vật lưỡng cư trong họ Dicroglossidae, thuộc bộ Anura. Chi này có 10 loài và 30% bị đe dọa hoặc tuyệt chủng.